# 앤드루 타넨바움
앤드루 스튜어트 "앤디" 타넨바움(Andrew Stuart "Andy" Tanenbaum, 1944년 3월 16일 ~ )은 네덜란드 암스테르담 자유대학교 전산학 교수이다. 그는 학습을 위한 유닉스 계열 운영 체제 미닉스의 저자로, 또한 그 분야에서 고전으로 인정받고 있는 전산학 교과서의 저자로 유명하다. 그는 가르치는 직업을 그의 가장 중요한 직업으로 여긴다.

## 생애
타넨바움은 뉴욕 시에서 태어나서 교외의 화이트 플레인스에서 자랐다. 그는 1965년 MIT로부터 물리학 전공으로 과학 학사를 받았다. 그는 1971년 캘리포니아 대학교 버클리로부터 박사 학위(Ph.D)를 받았다. 그는 네덜란드인인 그의 부인과 살기위해 네덜란드로 이사갔지만 그는 그의 미국 시민권을 계속 유지중이다. 2004년 기준으로 그는 컴퓨터 구조론과 운영 체제 과목을 가르치며 암스테르담 자유대학교에서 박사 과정 학생들의 연구를 지도하고 있다.

## 학사
- 1961년 ~ 1965년: 매사추세츠 공과대학교 물리학 (학사)
- 1965년 ~ 1971년: 캘리포니아 대학교 버클리 (박사)

## 서적
- Computer Networks, ISBN 0-13-066102-3
- Operating Systems: Design and Implementation, (Albert Woodhull과 공동 저술), ISBN 0-13-142938-8
- Modern Operating Systems, ISBN 0-13-031358-0
- Distributed Operating Systems, ISBN 0-13-219908-4
- Structured Computer Organization, ISBN 0-13-148521-0
- Distributed Systems: Principles and Paradigms, (Maarten van Steen과 공동 저술), ISBN 0-13-239227-5

Operating Systems: Design and Implementation 과 미닉스는 리눅스 커널에 대한 리누스 토르발스의 영감의 원천이었다. 자서전 Just For Fun에서, 토르발스는 그것을 "the book that launched me to new heights" 로서 기술했다.
그의 책들은 바스크어, 불가리어, 카스티야의 스페인어, 중국어, 네덜란드어, 프랑스어, 독일어, 히브리어, 헝가리어, 이탈리아어, 일본어, 한국어, 멕시코의 스페인어, 폴란드어, 포르투갈어, 루마니아어, 러시아어를 포함하는 많은 언어로 번역된 상태이다.. 120판 이상 출판 되었으며 전 세계 대학에서 이용된다.

## 암스테르담 컴파일러 키트
암스테르담 컴파일러 키트는 포터블 컴파일러들을 만들기 위한 툴킷이다. 1981년 이전에 만들어지기 시작했으며앤드루 타네바움은 버전 5.5까지 만들었다.

## 미닉스
1987년 타넨바움은 중앙처리장치(CPU)로 인텔의 80286을 사용한 IBM PC를 위한 미닉스 (MIni-uNIX)라 부르는, 유닉스 계열 최초의 오픈-소스 운영체제를 작성했다. 이 운영체제는 고급언어인 C로 작성되었고, 운영 체제가 어떻게 작동하는지 배우길 원하는 학생들을 목표로 두었다. 그 결과, 그는 부록에 소스 코드를 열거했으며 본문에 상세히 그것을 기술한 책을 썼다. 소스 코드는 플로피 디스크 한 장에 기록할 수 있었다. 세 달 만에, 유즈넷 뉴스그룹 comp.os.minix은 시스템을 토론하고 개선하는 40,000명의 독자 규모로 성장했다. 이 독자들 중 하나가 미닉스에 새로운 특징들을 추가하고 자신의 필요에 맞추기 시작했던 리누스 토르발스라는 이름의 핀란드의 학생이었다. 1991년 10월 5일 토르발스는 처음에는 미닉스 파일을 이용했지만 미닉스 코드에 기반을 두지 않은 리눅스라 부르는 그의 (POSIX 계열) 운영 체제를 발표했다.
비록 미닉스와 리눅스가 갈라졌을지라도, 미닉스는 현재 교육적인 것 뿐만 아니라 실용 체제으로서 개발을 지속하고 있다. 개발 초점은 대단히 규격화하고, 신뢰성이 높고, 안전한 운영 체제를 만드는 것이다. 미닉스는 커널 모드에서 실행하는 코드의 4000 줄을 갖는 마이크로커널에 기반을 둔다. 운영 체제의 나머지는 파일 시스템, 프로세스 매니저, 각 디바이스 드라이버의 프로세스를 포함하는 유저 모드에서 많은 독립 프로세스로서 실행한다. 미닉스는 이 프로세스의 각각을 끊임없이 주시하며 실패가 탐지되었을 때 종종 재부팅, 실행중인 프로그램들을 방해하고, 심지어 사용자에게 통지하는 것 없이 실패한 프로세스를 자동적으로 대체하는데 능숙하다.
MINIX 3는 www.minix3.org에서 무료로 BSD 라이센스하에 이용할 수 있다.

## 연구 프로젝트
타넨바움은 또한 운영 체제, 분산 시스템, 유비쿼터스 컴퓨팅,종종 Ph.D. 학생들 혹은 박사 학위 연구자로서 수많은 다른 연구 프로젝트에 종사한 상태이다.
- Amoeba distributed operating system
- Globe
- Mansion
- Orca
- Paramecium
- RFID Guardian
- S3MS
- Turtle F2F

## 수상
- Fellow of the ACM (1996년)
- Fellow of the IEEE
- Member of the Royal Netherlands Academy of Arts and Sciences
- Academy Professor
- Coauthor of the Best Paper Award at the USENIX LISA Conference (2006년 12월)
- Coauthor of the Best Paper for High Impact (2006년 IEEE Percom conference)
- Winner of the 2006 IEEE James H. Mulligan, Jr. Education Medal
- Winner of the 2003 TAA McGuffey Award for classic textbooks
- Winner of the 2002 TAA Texty Award for new textbooks
- Winner of the 1997 ACM SIGCSE for contributions to computer science education
- Winner of the 1994 ACM Karl V. Karlstrom Outstanding Educator Award
- Coauthor of the 1984 ACM SOSP Distinguished Paper Award
- USENIX Flame Award 2008[11]